# Célula tipo-enterocromafim
Células tipo-enterocromafim ou células ECL são um tipo de célula neuroendócrina encontrado nas glândulas da mucosa gástrica abaixo do epitélio estomacal, em particular ao redor de células parietais. Essas células auxiliam na produção de ácido gástrico através da liberação de histamina. Elas são consideradas um tipo de célula enteroendócrina também.

## Função

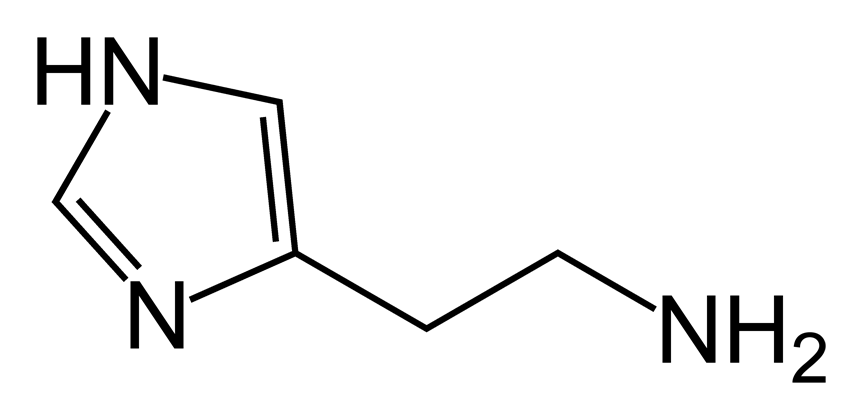
Histamina

Células ECL sintetizam e secretam histamina. Essas células são estímuladas por gastrina e pelo peptídeo hipofisário ativador de adenilato ciclase. Células G são estimuladas pelo nervo vago através do peptídeo  liberador de gastrina, levando a secreção de gastrina por essas células. Esse hormônio, então, estimula a liberação de histamina pelas células ECL. É relevante notar que esse circuito é independente de acetilcolina (ACh), sendo assim, a administração de um antagonista colinérgico (como a atropina) não irá afetar a estimulação das células G (por essa via específica).
Contudo, células ECL são ativadas diretamente por ACh em receptores M1 através de inervação vagal direta, levando também à liberação de histamina. Essa via é, por sua vez, inibida por atropina.
A gastrina é transferida de um tipo específico de célula G no epitélio gástrico até as células ECL pelo sangue. Histamina e gastrina agem sinergisticamente como os estimuladores mais importantes da secreção de ácido clorídrico pelas células parietais e secreção de pepsinogênio por células "chief". O inibidor mais importante da ação da célula ECL é a somastatina proveniente de células D oxínticas.
As células tipo-enterocromafim também produzen pancreastatina e, provalmente, outros hormônios e fatores de crescimento.

## Patologia
A estimulação prolongada dessas células leva à hiperplasia. Isso é relevante principalmente em gastrinomas (tumores com secreção excessiva de gastrina), já que esse é um dos fatores que contribuem para a síndrome de Zollinger–Ellison's. 

## Nome
O nome é derivado de sua localização no sistema entérico e de seu padrão de coloração semelhante à cromoafim em seções histológicas com coloração por prata.